# Bikar karla 2011
La VISA-bikar 2011 è stata la 51ª edizione della coppa nazionale di calcio islandese. È cominciata il 30 aprile ed è terminata il 13 agosto 2011. Il KR Reykjavík ha vinto il trofeo per la dodicesima volta, e sarà ammesso al secondo turno di qualificazione della UEFA Europa League 2012-2013; in finale ha sconfitto il Þór per 2–0.

## Primo turno
Hanno partecipato 5 squadre di 2. deild karla e 33 squadre delle serie inferiori. Le partite si sono giocate tra il 30 aprile e il 4 maggio 2011.
| Squadra 1       | Risultato | Squadra 2       |
| --------------- | --------- | --------------- |
| UMF Álftanes    | 0 – 2     | KFS             |
| Dalvík/Reynir   | 3 – 2     | Magni           |
| Víðir Garði     | 7 – 0     | Hómer Reykjavík |
| KFR             | 3 – 1     | KB              |
| Ægir            | 2 – 4     | KV              |
| Hamar           | 2 – 0     | Carl            |
| Elliði          | 5 – 2     | Grundarfjörður  |
| Draupnir        | 3 – 2     | Kormákur        |
| Hvíti riddarinn | 0 – 7     | Björninn        |
| Ísbjörninn      | 5 – 2     | Höfrungur       |
| Vængir Júpiters | 1 – 2     | Kári            |
| Afríka          | 1 – 7     | Árborg          |
| KFG             | 4 – 2     | Ýmir            |
| Afturelding     | 3 – 0     | Gnúpverjar      |
| Berserkir       | 2 – 1     | Augnablik       |
| Þróttur Vogum   | 2 – 3     | UMF Kjalnesinga |
| Markaregn       | 1 – 5     | ÍH              |
| Ármann          | 4 – 3     | Skallagrímur    |
| KH Hlídarendi   | 3 – 0     | Léttir          |

## Secondo turno
Hanno partecipato a questo turno le 19 qualificate del turno precedente, tutte le 12 squadre di 1. deild karla, 7 squadre di 2. deild karla e 2 squadre delle serie inferiori. Le partite si sono giocate tra l'8 e il 18 maggio 2011.
| Squadra 1               | Risultato         | Squadra 2         |
| ----------------------- | ----------------- | ----------------- |
| Dalvík/Reynir           | 0 – 1             | KF Fjallabyggðar  |
| Leiknir Fáskrúdsfjördur | 3 – 2             | UMF Sindri        |
| Elliði                  | 0 – 1             | UMF Kjalnesinga   |
| Víkingur Ólafsvík       | 1 – 0             | Leiknir Reykjavík |
| KFS                     | 3 – 0             | Árborg            |
| Kári                    | 0 – 7             | Reynis            |
| Völsungur               | 4 – 3 (dts)       | Tindastóll/Hvöt   |
| Ísbjörninn              | 0 – 10            | Fjölnir           |
| Afturelding             | 0 – 1             | KV                |
| ÍR                      | 6 – 0             | Víðir Garði       |
| Þróttur                 | 5 – 0             | Ármann            |
| Höttur                  | 5 – 2             | Fjarðabyggð       |
| Selfoss                 | 2 – 2 (5 – 4 dcr) | ÍA Akraness       |
| Grótta                  | 0 – 2             | Haukar            |
| Draupnir                | 0 – 3             | KA Akureyri       |
| KFR                     | 1 – 4             | HK Kópavogur      |
| Björninn                | 0 – 1             | Njarðvík          |
| KFG                     | 1 – 3             | BÍ/Bolungarvík    |
| ÍH                      | 1 – 2             | Berserkir         |
| KH Hlídarendi           | 0 – 7             | Hamar             |

## Terzo turno
24 e 26 maggio 2011
| Arbitro: | Snorri Páll Einarsson |

|                                         |           |  |
| I. Björgvinsson 24’ R. Sigurjónsson 61’ | Marcatori |  |

| Arbitro: | Þórður Már Gylfason |

|  |           |                                                   |
|  | Marcatori | 16’ Valdimarsson 70’ (rig.) Borgþórsson 79’ Jeffs |

| Arbitro: | Valgeir Valgeirsson |

|                                                           |           |                 |
| Brown 11’, 13’ Sverrisson 67’ Grétarsson 89’ Marshall 90’ | Marcatori | 38’ Þorrsteison |

| Arbitro: | Þóroddur Hjaltalín Jr. |

|                   |           |  |
| V. Guðjónsson 13’ | Marcatori |  |

| Arbitro: | Örvar Sær Gíslason |

|                                   |           |  |
| G. Grétarsson 26’ H. Emilsson 45’ | Marcatori |  |

| Arbitro: | Erlendur Eiríksson |

|                                  |           |                      |
| J. Ákason 12’ H. Sigurðsson 115’ | Marcatori | 43’ B. Kristmundsson |

| Arbitro: | Þorvaldur Árnason |

|  |           |                                        |
|  | Marcatori | 45’, 71’ V. Arnarsson 65’ D. Snorrason |

| Arbitro: | Garðar Örn Hinriksson |

|  |           |                 |
|  | Marcatori | 60’ O. Ómarsson |

| Arbitro: | Kristinn Jakobsson |

|                  |           |                                             |
| K. Björnsson 42’ | Marcatori | 90+2’, 107’ S. Jónasson 115’ H. Hermannsson |

| Arbitro: | Jan Eric Jessen |

|                  |           |                                       |
| K. Andrésson 73’ | Marcatori | 50’ T. Leifsson 66’, 80’ G. Magnússon |

| Arbitro: | Guðmundur Ársæll Guðmundsson |

|                      |           |                      |
| H. Steingrímsson 76’ | Marcatori | 13’, 62’ M. Pospisil |

| Arbitro: | Vilhjálmur Alvar Þórarinsson |

|  |           |                                                                                            |
|  | Marcatori | 42’ H. Guðmundsson 60’ B. Guðmundsson 79’ A. Larsson 82’ J. Guðmundsson 90’ M. Matthíasson |

| Arbitro: | Gunnar Jarl Jónsson |

|                                     |           |                      |
| H. Baldvinsson 10’ V. Illugason 28’ | Marcatori | 76’ H. Steingrímsson |

| Arbitro: | Leiknir Ágústsson |

|  |           |                           |
|  | Marcatori | 77’ K. Roofe 86’ M. Breim |

| Arbitro: | Bjarni Hrannar Héðinsson |

|                                                                        |           |  |
| O. Reynisson 26’ D. Disztl 36’, 87’ G. Guðmundsson 55’ G. Helgason 68’ | Marcatori |  |

| Arbitro: | Magnús Þórisson |

|                                                     |           |                                 |
| P. Viðarsson 25’ H. Sigurðsson 67’ F. Bjarnason 97’ | Marcatori | 18’ G. Einarsson 34’ A. Ingason |

## Quarto turno
| Arbitro: | G. A. Guðmundsson |

|                                                       |           |                |
| Þormar 23’ (aut.) Jónsson 82’ G. M. Guðmundsson 90+3’ | Marcatori | 50’ Sigurðsson |

| Arbitro: | Árnason |

|                  |           |                                                 |
| H. Arnarsson 33’ | Marcatori | 4’ Steinarsson 22’ Birgisson 75’ B. Guðmundsson |

| Arbitro: | Jessen |

|                                           |           |                                  |
| Gunnarsson 30’, 55’ (rig.) Sigurdsson 40’ | Marcatori | 49’ Kristinsson 56’ Sigurjónsson |

| Arbitro: | Ö. Gíslason |

|                           |           |                               |
| Lýðsson 40’ Mouritsen 50’ | Marcatori | 8’, 14’ Guðmundsson 32’ Jeffs |

| Arbitro: | P. Guðmundsson |

|                       |           |           |
| Björgvinsson 14’, 19’ | Marcatori | 32’ Briem |

| Arbitro: | Valgeirsson |

|                                     |           |               |
| Jónasson 9’ (rig.), 34’ (rig.), 60’ | Marcatori | 48’ Ormarsson |

| Arbitro: | Þ. Gylfason |

|                                           |           |                   |
| Ameobi 73’, 115’ S. Gylfason 107’, 120+3’ | Marcatori | 28’ Aðalsteinsson |

| Arbitro: | G. J. Jónsson |

|                                  |           |  |
| G. Ö. Jónsson 51’ Sigurðsson 87’ | Marcatori |  |

## Quarti
| Arbitro: | Þórisson |

|                            |           |                  |
| Disztl 20’ Hilmarsson 120’ | Marcatori | 45’ Björgvinsson |

| Arbitro: | Jakobsson |

|                                           |           |                          |
| Agnarsson 4’ Þórarinsson 9’ Deverdics 65’ | Marcatori | 1’ Ómarsson 66’ Jónasson |

| Arbitro: | Hjaltalín |

|                   |           |                                     |
| G. Gunnarsson 81’ | Marcatori | 76’ (pen.) Hughes 86’ B. Guðjónsson |

| Arbitro: | Valgeirsson |

|                                                 |           |                               |
| B. Sigurðsson 8’ Guðjónsson 41’ Baldvinsson 58’ | Marcatori | 5’ M. Magnússon 65’ Birgisson |

## Semifinali
| Arbitro: | Jakobsson |

|                        |           |  |
| Disztl 11’ Jónsson 54’ | Marcatori |  |

| Arbitro: | Ö. Gíslason |

|              |           |                                                      |
| Elíasson 45’ | Marcatori | 37’, 80’ Sigurðsson 84’ Sigurðarson 90+2’ G. Jónsson |

## Finale
| Arbitro: | Valgeirsson |

|  |           |                                       |
|  | Marcatori | 45’ (aut.) Guðmundsson 82’ Sigurðsson |